# 普惠J75
普惠J75發動機為普惠公司生產的一款渦輪噴射發動機，屬普惠JT3C的衍生型號之一。此型號發動機於1955年首次運轉，於軍、民飛機上均有使用。此發動機的民用型號為JT4A。

## 設計與發展
JT4A乃是基於JT3C發展而成的發動機，但在前型的基礎上作出了若干改進：減少一級低壓壓縮機，但發動機直徑增加4吋，而其推力（民用版本）較前型亦增加了5,470磅。
此款發動機於1955年首次於U-2偵察機上應用，及後亦裝配至美國空軍若干款戰鬥機及偵察機上。
而在民用方面，JT4A作為JT3D渦輪風扇發動機投入運轉前的過渡產品，應用於波音707-300及道格拉斯DC-8兩款客機上。至1959年尾，普惠曾考慮開發以JT4A為基礎的JT4D（又名TF75）渦扇發動機，但最後計劃終止。
除航空範疇外，J75亦有應用於海事及發電用途，命名為FT4型。當中，在1960年售出的1000台此型號發動機中，絕大多數用於發電廠。

## 型號[2]

### 軍用版本（J75）
J75-P-1原型機
J75-P-3推力16,470 lbf（73.26 kN）
J75-P-5推力17,200 lbf（76.51 kN）
J75-P-9
J75-P-11
J75-P-13B推力17,000 lbf（75.62 kN）
J75-P-15W推力24,500 lbf（108.98 kN）
J75-P-17推力24,500 lbf（108.98 kN）
J75-P-19推力24,500 lbf（108.98 kN）
J75-P-19W（JT4A-29）推力（注水）26,500 lbf（117.88 kN）

### 民用版本（JT4A）
JT4A-3推力15,800 lbf（70.28 kN）
JT4A-4推力15,800 lbf（70.28 kN）
JT4A-9推力16,800 lbf（74.73 kN）
JT4A-11推力17,500 lbf（77.84 kN）

## 應用機種

### 軍用（J75）
- F-106三角标枪战斗机
- U-2偵察機
- F-105雷公戰鬥機
- A-12侦察机
- F-107终极佩刀战斗机

### 民用（JT4A）
- 波音707-300
- 道格拉斯DC-8

## 規格（JT4A-11型）

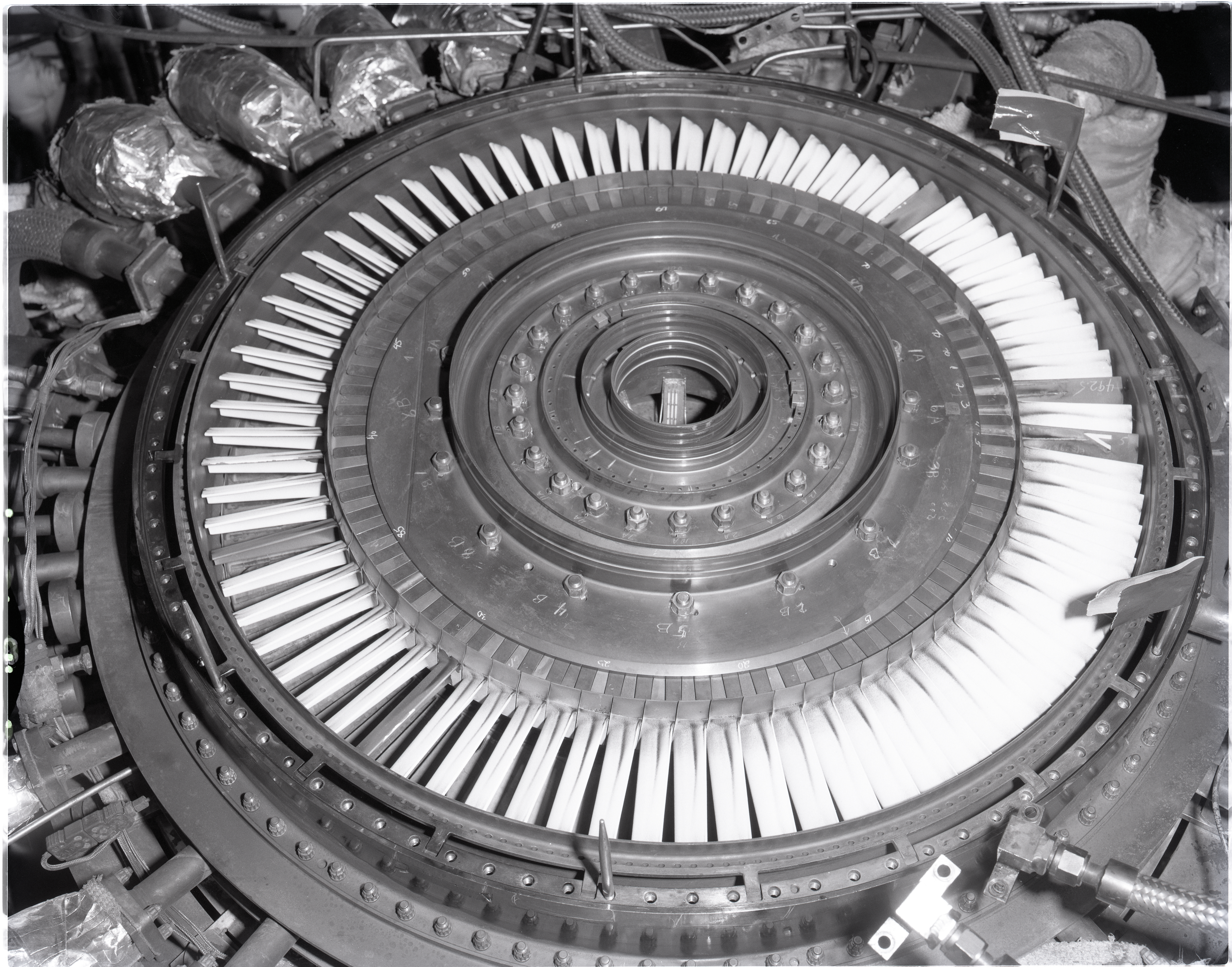
J75的渦輪機

### 概况
- 类型： 渦輪噴射發動機
- 长度： 144.1英寸（3,660毫米）
- 直径： 43英寸（1,092毫米）
- 淨重： 單體約5,100磅（2,313.3千克）

### 组件
- 压缩机： 軸流，2級風扇，8級中壓壓氣機，7級高壓壓氣機
- 燃烧室： 筒環形，8個燃燒管
- 涡轮： 軸流，單級高壓渦輪，2級低壓渦輪

### 性能
- 最大推力： 17,500 lbf (77.84 KN)（起飛）
- 总压比： 約12.5:1
- 涡轮前温度： ~1150K（起飛時）
- 燃料消耗率： 約0.74英磅燃料每英磅推力每小時（21克燃料每千牛頓每秒）
- 推重比： 3.147